# 高野 (鎌倉市)
高野（たかの）は、神奈川県鎌倉市の地名。住居表示未実施区域。郵便番号は247-0054（集配局 : 大船郵便局）。

## 地理
鎌倉市北西部、大船地域に属する。西部は神奈川県道21号横浜鎌倉線を境に大船と接し、北部・東部は六国見山の山塊を境に今泉と接し、南部は大字大船の飛地と接する。全体が六国見山から続く小高い丘陵地である。

### 地価
住宅地の地価は、2017年（平成29年）1月1日の公示地価によれば、高野27番32の地点で13万7000円/m2となっている。

## 歴史
もともとは大字大船の一部でそのほとんどは山林だったが、高度経済成長期に宅地化がすすみ六国見山の山林と一部の農地を除きほぼ全域が住宅地となり、高野として分離した。
後に六国見山に六国見山森林公園が置かれて、ハイキングコースや展望台が整備された。

## 世帯数と人口
2023年（令和5年）9月1日現在（鎌倉市発表）の世帯数と人口は以下の通りである。
| 大字 | 世帯数  | 人口  |
| ---- | ------- | ----- |
| 高野 | 329世帯 | 895人 |

### 人口の変遷
国勢調査による人口の推移。
| 年                 | 人口 |
| ------------------ | ---- |
| 1995年（平成7年）  | 560  |
| 2000年（平成12年） | 596  |
| 2005年（平成17年） | 749  |
| 2010年（平成22年） | 858  |
| 2015年（平成27年） | 866  |
| 2020年（令和2年）  | 868  |

### 世帯数の変遷
国勢調査による世帯数の推移。
| 年                 | 世帯数 |
| ------------------ | ------ |
| 1995年（平成7年）  | 175    |
| 2000年（平成12年） | 190    |
| 2005年（平成17年） | 247    |
| 2010年（平成22年） | 295    |
| 2015年（平成27年） | 299    |
| 2020年（令和2年）  | 310    |

## 学区
市立小・中学校に通う場合、学区は以下の通りとなる（2017年7月時点）。
| 番地 | 小学校             | 中学校             |
| ---- | ------------------ | ------------------ |
| 全域 | 鎌倉市立小坂小学校 | 鎌倉市立岩瀬中学校 |

## 産業

### 事業所
2021年（令和3年）現在の経済センサス調査による事業所数と従業員数は以下の通りである。
| 大字 | 事業所数 | 従業員数 |
| ---- | -------- | -------- |
| 高野 | 13事業所 | 132人    |

### 事業者数の変遷
経済センサスによる事業所数の推移。
| 年                 | 事業者数 |
| ------------------ | -------- |
| 2016年（平成28年） | 5        |
| 2021年（令和3年）  | 13       |

### 従業員数の変遷
経済センサスによる従業員数の推移。
| 年                 | 従業員数 |
| ------------------ | -------- |
| 2016年（平成28年） | 25       |
| 2021年（令和3年）  | 132      |

## 交通
鉄道の最寄り駅は大船駅や北鎌倉駅だが、距離が離れているため駅までの交通をバスが担っている。
県道21号線から分かれ、大船高等学校へ向かう道路に平行して切り通しが残存している。この切り通しは六国見山などの尾根沿いに走る山道の一部で、古くは山内荘（現在の山ノ内地域を中心に大船地域一帯を指すエリア）から六浦荘を結んでいたとされる。なおこの切り通しは「鎌倉景観100選」に選ばれている。

### バス
- 江ノ電バス

## 施設
- 神奈川県立大船高等学校